# Steatomys pratensis
Steatomys pratensis — вид гризунів родини незомієвих (Nesomyidae). Зустрічається в Анголі, Ботсвані, Камеруні, Демократичній Республіці Конго, Малаві, Мозамбіку, Намібії, ПАР, Танзанії, Замбії та Зімбабве. Його природним середовищем існування є сухі савани та субтропічні або тропічні сухі низинні луки.